# Zempin
Zempin (pol. Czempin) – gmina uzdrowiskowa w Niemczech, wchodząca w skład Związku Gmin Usedom-Süd w powiecie Vorpommern-Greifswald, w kraju związkowym Meklemburgia-Pomorze Przednie.

## Współpraca
- Klein Nordende, Szlezwik-Holsztyn[2]